# Conus syriacus
Conus syriacus é uma espécie de gastrópode do gênero Conus, pertencente à família Conidae.